# Oecetis ozarkensis
Oecetis ozarkensis là một loài Trichoptera trong họ Leptoceridae. Chúng phân bố ở miền Tân bắc.